# SV Askania Schipkau
Der SV Askania Schipkau ist ein deutscher Sportverein aus Schipkau im Landkreis Oberspreewald-Lausitz. Heimstätte ist das Stadion der Bergarbeiter, welches 1000 Zuschauern Platz bietet. Der Club steht in der Tradition der BSG Aktivist Schipkau.

## Sektion Fußball
Askania Schipkau entstand im Jahr 1911 unter der Bezeichnung SV Askania Zschipkau. Die Lausitzer spielten im brandenburgischen Fußball bis 1945 kaum Rolle, vereinzelt gelang der Sprung in die 1. Bezirksklasse Niederlausitz des Südostdeutschen Fußball-Verbandes, so zum Beispiel in der Saison 1922/23, man konnte sich jedoch nie gegen die stärkere Konkurrenz durchsetzen.
1945 wurde der Club aufgelöst und als SG Schipkau neu gegründet. Die lose Sportgruppe agierte in der Saison 1948/49 für eine Spielzeit in der LL Brandenburg (SBZ), hatte in der damals höchsten ostdeutschen Spielklasse jedoch keine Chance zum Aufstieg zur neu gegründeten DS-Liga. Mit dem Einsteigen des ortsansässigen Braunkohletagebaus als Trägerbetrieb und der Sportvereinigung Aktivist vollzog die SG im Anschluss eine Umbenennung in BSG Aktivist Schipkau, trat zeitweise auch unter den Bezeichnungen Aktivist Lauchhammer/Abt. Schipkau sowie Aktivist Senftenberg/Abt. Schipkau auf.
Auf sportlicher Ebene stieg Aktivist Schipkau gemeinsam mit Chemie Döbern im Jahr 1957 erstmals in die damals viertklassige Bezirksliga Cottbus auf, welche mit gesicherten Mittelfeldplätzen bis 1964 gehalten wurde. Bestes Ergebnis war die 1962 gewonnene Vizemeisterschaft, in der Aktivist Schipkau hinter dem Lokalrivalen Chemie Schwarzheide nur knapp am möglichen Aufstieg zur drittklassigen II. DDR-Liga scheiterte. Im FDGB-Pokal scheiterte die Reviermannschaft im Jahr 1957 in der Qualifikationsrunde an Dynamo Dresden, erreichte im Folgejahr über Fortschritt Neugersdorf jedoch die erste Hauptrunde gegen Motor Bautzen (1:3).
In der Folgezeit agierten die Brandenburger in der höchsten Cottbuser Spielklasse noch einmal in den Spielzeiten 1968/69 sowie 1989/90, waren aber fast ausschließlich im Bezirksklassenbereich aktiv.
Nach der Wende vollzog der Verein eine Rückbenennung in Askania Schipkau. Die Askania spielt seitdem ausnahmslos im südbrandenburgischen Lokalbereich. Derzeitige Spielklasse ist die Kreisoberliga Südbrandenburg.

## Statistik
- Teilnahme LL Brandenburg (SBZ): 1948/49
- Teilnahme Bezirksliga Cottbus: 1957 bis 1963/64, 1968/69, 1989/90
- Teilnahme FDGB-Pokal: 1958 (1. HR)

## Personen
- Martin Zurawsky